# WISE J0336-0143
WISE J033605.05−014350.4，簡寫為 WISE J0336−0143或W0336，是一個位於波江座的雙星系統，包含兩個行星質量的Y 型棕矮星，它們緊緊圍繞著它們的共同質心運行。該系統距離太陽約32.3光年（10秒差距）。
這兩個棕矮星大約每7年繞其係統質心運行一次，彼此之間的距離為0.97個天文單位，略小於太陽與地球之間的距離。較亮的主要成分的溫度為415 K和範圍內的質量8.5–18木星質量，而較暗的次級分量的溫度為325 K和質量範圍5–11.5木星質量。由於雙星系統的年齡和演化階段尚未確定，因此各個組成部分的質量都不確定。儘管如此，這兩種成分的質量似乎都接近13個木星質量的氘聚變閾值，這標誌著氣態巨行星和棕矮星之間的邊界。對此類低質量雙星系統的研究將為了解行星質量物體的形成和演化提供有價值的見解。

## 圖片庫

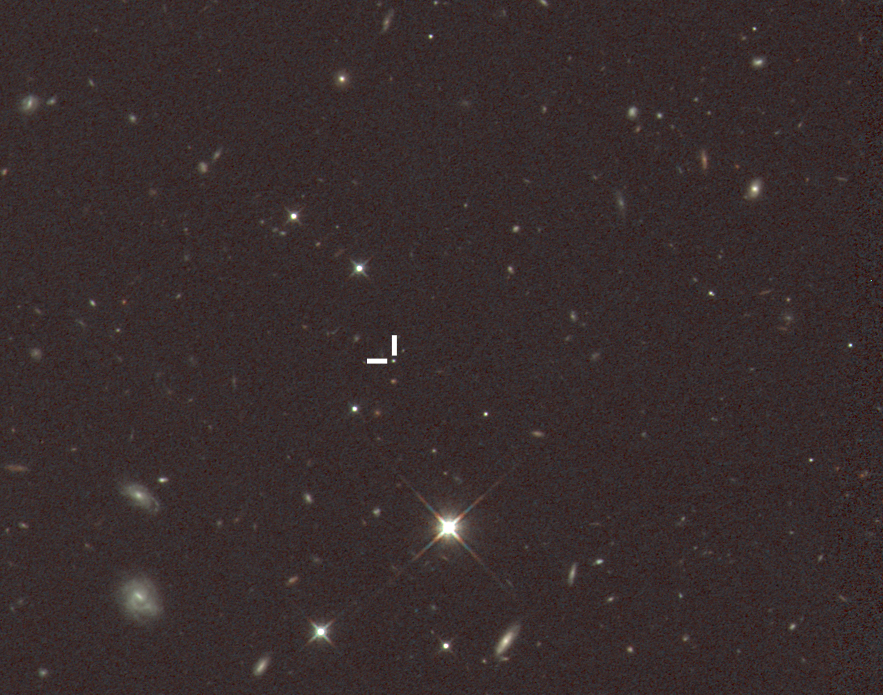
哈勃太空望遠鏡WFC3/W0336的近紅外圖像以及視野中的恆星和星系。
2021年1月至2021年10月哈勃圖像中W0336的運動。

## 外部連結
- Y Dwarf Compendium – WISE 0336-0143 （页面存档备份，存于）